# بری نلسن
بری نلسن (انگلیسی: Barry Nelson; ۱۶ آوریل ۱۹۱۷ – ۷ آوریل ۲۰۰۷) هنرپیشه اهل ایالات متحده آمریکا بود. وی بین سال‌های ۱۹۴۱ تا ۱۹۹۰ میلادی فعالیت می‌کرد.
از فیلم‌هایی که وی در آن نقش داشته‌است، می‌توان به درخشش، فرودگاه و پیروزی در پرواز اشاره کرد.